# Eideshelfer
Der Eideshelfer (auch: Eidhelfer – lat. coniurator) wurde im hochmittelalterlichen Prozess durch die Parteien benannt, um die Glaubhaftigkeit ihres eigenen Vorbringens durch die Versicherung über den Leumund, eben durch den Eideshelfer, zu bestätigen. Eine Sachverhaltsermittlung im Sinne eines Tatsachenbeweises fand durch den Eideshelfer nicht statt. Vielmehr bezeugte er lediglich den „guten Ruf“ der Partei. In der Regel wurde nicht nur ein Eideshelfer, sondern mehrere Eideshelfer aufgeboten, in der Regel sechs. Bis zu 36 Eideshelfer konnten je Partei benannt werden.
Die Eideshelfer – gewöhnlich Verwandte – beschworen, dass sie die Einlassungen der Partei für wahr hielten. Blieben trotz der Eideshelfer Zweifel oder waren keine solchen aufzutreiben, kam es entweder zum Zweikampf zwischen den Parteien oder zu sogenannten Gottesurteilen (Feuerprobe u. Ä.).
Mit der Wiederentdeckung des römischen (und kanonischen) Rechts wurde der Eideshelfer aus dem Prozess verdrängt. Stattdessen erlangte der Zeuge die Stellung eines echten Beweismittels.